# Mycomya frequens
Mycomya frequens är en tvåvingeart som beskrevs av Oskar Augustus Johannsen 1910. Mycomya frequens ingår i släktet Mycomya och familjen svampmyggor. Inga underarter finns listade i Catalogue of Life.